# Чуфарово (Лукояновський район)
Чуфарово (рос. Чуфарово) — село в Лукояновському районі Нижньогородської області Російської Федерації.
Населення становить 96 осіб. Входить до складу муніципального утворення Лопатинська сільрада.

## Історія
Від 2009 року входить до складу муніципального утворення Лопатинська сільрада.

## Населення
| 2002 | 2010 |
| ---- | ---- |
| 140  | ↘96  |